# Dominique Dimey
Pour les articles homonymes, voir Dimey.
 (juillet 2014).
Si vous disposez d'ouvrages ou d'articles de référence ou si vous connaissez des sites web de qualité traitant du thème abordé ici, merci de compléter l'article en donnant les références utiles à sa vérifiabilité et en les liant à la section « Notes et références ».
Dominique Dimey, née en 1957 à Issoudun, est une auteure-compositrice-interprète française.
Elle consacre principalement sa carrière et son répertoire aux enfants. La qualité de ses chansons[réf. nécessaire] et son engagement pour les droits de l'enfant dans le monde et la protection de l'environnement, lui confèrent une place singulière dans le paysage de la chanson française[réf. nécessaire]. Ses concerts la conduisent, en tournées à travers le monde pour mener aux côtés de grandes ONG des actions consacrées à l'information et l'éducation.

## Biographie
Une mère institutrice et un père poète, Bernard Dimey (1931-1981), ont fait naturellement le trait d'union entre l'enfance et la poésie.
À quatre ans, Dominique connaît son premier succès public, en chantant seule, accompagnée par un grand orchestre au casino du Mont-Dore.
Petite fille, Dominique passe beaucoup de temps dans les arbres où elle peut rêver et observer le monde de loin.
De ses nombreux moments passés chez ses grands-parents, elle garde le souvenir des trésors du jardin de son grand-père, qui lui fait découvrir les arbres, les plantes, les insectes, le goût de la nature… Souvenirs qui ont inspiré sa chanson « Mon grand-père jardinier » et son livre « Le jardin d’Albert » dédié à Albert Jacquard.
À 20 ans, elle joue sur sa première guitare et suit des cours de théâtre. Cinq ans après, elle commence à jouer dans les cabarets et à apprendre le métier. Son adolescence se déroule entre des concours de chant, des cours de théâtre, de danse et une passion pour l’écriture, la poésie et les textes de grands auteurs : Brel, Brassens, Barbara, Aragon, Baudelaire…
Après son bac et deux années de conservatoire d’art dramatique à Tours, elle anime une émission radio sur Radio Berry Sud, une des premières stations locales de Radio France.

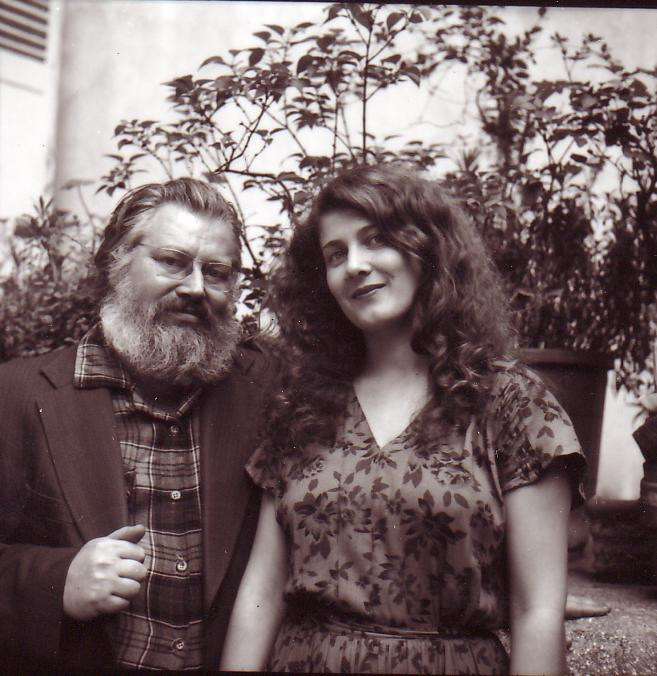
Bernard Dimey et sa fille Dominique à Montmartre.

À 20 ans, elle arrive à Paris où elle suit des cours de théâtre, avec Bernard Bimont et Jean-Laurent Cochet.
C'est à ce moment-là qu’elle retrouve à Montmartre ce père qu'elle ne connaît pas : le poète et célèbre parolier, Bernard Dimey.
Elle commence à jouer au théâtre, pour la télévision et le cinéma. Comédienne, on la retrouve femme de marin dans la série télévisée Entre Terre et Mer après avoir joué dans Arsène Lupin, Pierre de Coubertin, Au bonheur des dames, Espionne et tais-toi…
Mais, chanteuse, elle écrit et interprète ses propres chansons, ajoutant la musique et le chant aux cordes de son arc. Dominique Dimey crée alors toute une série de spectacles et enregistre parallèlement des disques aussi bien destinés à un public d'adultes que d'enfants.
En 1986, Dominique Dimey reçoit le prix René Jeanne, des jeunes talents de la Sacem.
On la voit au Printemps de Bourges, au Festival Chorus, à plusieurs reprises à l'Olympia et au théâtre Mogador.
En tournée, elle parcourt régulièrement l’hexagone, présentant son spectacle conçu autour des personnages de la série TV de dessin animé Bonjour les bébés qu'elle a créé pour France 3 en tant qu'auteure et réalisatrice, ou encore Enfants des îles, enregistré en Martinique avec le groupe Malavoi. Avec les jeunesses musicales de France, elle donne plus de 300 représentations du concert La boîte à chansons.
Au festival d’Avignon, elle interprète avec sa fille, la pièce Entre mère et fille qu’elles ont écrite ensemble. Passionnée par la vie, la musique, le spectacle, on reçoit d’elle dans tous ces domaines, la tendresse et l’humour, l’insolence et la révolte parfois, la passion, jamais la facilité. Elle chante et joue ce qu’elle écrit, ce qu’elle ressent, proche d'autres auteurs de sa famille artistique, celle où l’on se sent au chaud dans les mots et dans les musiques.
Auteur compositeur, avec plus de 13 albums enregistrés, Dominique Dimey s’est fait une place parmi les auteurs de la chanson française. Elle chante partout à travers la France et souvent à l’étranger. Ses chansons bien connues des enfants font partie du répertoire des écoles et sont particulièrement appréciées par les enseignants, qui trouvent dans son écriture et dans les thèmes qui y sont abordés des trésors d’accès pédagogiques.
Les enfants connaissent ses livres et surtout les chansons de ses albums : « J’ai droit à mon enfance », Enfants des îles », « Touche pas ma planète ! », Ouvrez vos mains » et plus récemment “Des Voix pour la planète”.

### Femme et artiste engagée
Elle soutient et initie de nombreuses actions pour permettre à tous les enfants de disposer de leur droit à l’identité, l’éducation, la santé, la culture et la planète. On la retrouve, ainsi, à Madagascar avec l'Unesco, au milieu des enfants des rues, à Mayotte, en Roumanie, au côté de l’Unicef pour des concerts de soutien, dans les services de pédiatrie des hôpitaux où elle vient raconter aux enfants ses voyages en chansons. Ambassadrice du Défi pour la Terre au côté de Nicolas Hulot, elle a chanté la planète avec son concert voué à la protection de l’environnement, au côté des ONG comme l'Unicef, le Secours Populaire et Solidarité Laïque ou la Ligue de l’Enseignement. Elle chante à travers la France pour célébrer les 20 ans de la Convention relative aux droits de l'enfant, et organise un grand concert au cirque d'hiver en compagnie de Jacques Higelin, Nicole Croisille, Albert Jacquard, Nabila Dali et de centaines d’enfants venus de France, d’Afrique, d’Amérique du Sud.
Régulièrement invitée à l’étranger, elle est aussi ambassadrice de la langue française et chante à l'étranger devant le public des enfants qui étudient le français avec ses chansons.

## Filmographie
- Arsène Lupin joue et perd (TV série d'Alexandre Astruc, 1980), épisodes 1 et 3 : Suzanne
- Les Dossiers de l'écran (Émission TV, 1980) : Marie Rothan
- La Vie de Pierre de Coubertin (1980) : Marie Rothan
- Et meurent les géants... (Téléfilm) (1981) : La jeune fille
- Cinéma 16 (TV Séries) (1982) : Isabelle
- Une autre femme (1982)
- Entre terre et mer (Grande-série A2 TV d'Hervé Baslé) (1997) : rôle de Marie-Louise Guibert. Compositeur-interprète de la chanson du générique.
- Espionne et tais-toi (Série TV) (1988)
- L'homme qui n'en savait rien (1988)
- Papa Pie et polo Papa (1988)
- Flamiche en Barzac (1988)
- Les poubelles de la gloire (1988)
- Bédouin-Bédouine (1988)

## Discographie
- Cigale sera-t-elle chanteuse ? (Auvidis/Naïve)
- Bonjour les Bébés (Auvidis/Naïve)
- Bonjour les papas (Auvidis/Naïve)
- La Boîte à chansons (Auvidis/Naïve)
- Bientôt maman, bientôt bébé (Auvidis/Naïve)
- La ronde des chansons (Auvidis/Naïve) Réédition
- Chansons pour nos enfants (Auvidis/Naïve)
- Enfants des îles (Auvidis/Naïve)
- Bonjour les grands-parents (Auvidis/Naïve)
- Bonjour la famille (Auvidis/Naïve)
- Dimey chante Dimey (Auvidis/Naïve)
- Touche pas ma planète (Naïve)
- Ouvrez-vos Mains (Universal/Victorie)
- Des Voix pour la planète (Universal/Victorie)
- Enfances (double album des 20 ans de la Convention relative aux droits de l'enfant) (Universal/Victorie)

## Œuvres
- Le droit des enfants (Livre-CD publié chez Actes Sud)
- Chantons la vie à l’hôpital (Publié chez « Association C'est le droit des enfants ! »)
- Le jardin d'Albert (Livre-CD publié chez Éditions des Braques)
- Livret 20 ans de la convention (Publié chez « Association C'est le droit des enfants ! »)
- Les étoiles d'Hubert (Livre-CD publié chez Éditions des Braques)

## Télévision

### Auteur-réalisatrice
Bonjour les bébés est une série produite et diffusée par France 3, en coproduction avec Millimages. C'est sa première série télévisée pour les tout petits, dessinée par Pascal Pille.
- Bonjour les bébés
- Bonjour les mamans
- Bonjour les grands-parents
- Bonjour les papas

## Spectacles
- Cigale sera-t-elle chanteuse ?
- Moi j'aime pas les papas
- La Boîte à chansons
- Chansons pour nos enfants
- Enfants des îles
- Bonjour les bébés
- Bonjour les grands-parents
- Bonjour la famille
- De père en fille
- C'est le droit des enfants
- Touche pas ma planète !
- Ouvrez vos mains !
- Le temps d'une chanson
- Enfants du monde
- Des voix pour la planète
- Chansons pour les plus petits